# Мрежнички Бриг
Мрежнички Бриг је насељено место у саставу града Дуге Ресе у Карловачкој жупанији, Република Хрватска.

## Историја
До територијалне реорганизације у Хрватској налазио се у саставу старе општине Дуга Реса.

## Становништво
На попису становништва 2011. године, Мрежнички Бриг је имао 270 становника.

## Попис1991.
На попису становништва 1991. године, насељено место Мрежнички Бриг је имало 296 становника, следећег националног састава:
| Попис 1991.‍ | Попис 1991.‍ | Попис 1991.‍ | Попис 1991.‍ | Попис 1991.‍ |
| ----------- | ----------- | ----------- | ----------- | ----------- |
|             |             |             |             |             |
| Хрвати      | Хрвати      |             | 292         | 98,64%      |
| Албанци     | Албанци     |             | 1           | 0,33%       |
| Југословени | Југословени |             | 1           | 0,33%       |
| Срби        | Срби        |             | 1           | 0,33%       |
| Црногорци   | Црногорци   |             | 1           | 0,33%       |
| укупно: 296 |             |             |             |             |